# NK Sloga Hrgovi Donji
Nogometni klub "Sloga" (NK "Sloga"; Sloga) je bio nogometni klub iz Hrgova Donjih, grad Gradačac, Tuzlanska županija, Federacija BiH, Bosna i Hercegovina. 
 
Klupska boja je bila plava. 

## O klubu
NK "Sloga" je osnovana 1951. godine. Klub je u početku igrao u natjecanjima općinskog nogometnog saveza iz Brčkoga, zbog orijentiranosti i blizine Hrgova Donjih s obližnjim naseljima na području Ravne-Brčko. 1970.-ih je "Sloga" član "Majevičke lige". Od sezone 1978./79. su redovni članovi "Posavsko-podmajevičke lige", osim u sezonama 1988./89. i 1989./90., kad su članovi "Općinske lige Gradačac". 
 
Nakon rata u BiH, dolazi do gašenja kluba, ali se i dalje prigodno povremeno okupljaju veterani kluba na turnirima.
U sezoni 1995./96. igrali su Općinsku nogometnu ligu Ravne-Brčko.

## Uspjesi
Posavsko-podmajevička grupna liga
- doprvak: 1979./80.

Općinska liga Brčko
- prvak: 1964./65.

Općinska liga Gradačac
- prvak: 1989./90.

## Unutrašnje poveznice
- Hrgovi Donji